# Géminis (astrología)
En astrología, Géminis (♊︎) es el tercer signo del Zodiaco, el segundo de naturaleza positiva (masculina) y de cualidad mutable. Representa la inteligencia y la comunicación. Pertenece junto a Libra y Acuario al elemento aire. Está regido por Mercurio. Su signo opuesto y complementario es Sagitario. Asociado a los gemelos. Manilio dice que el dios que tutela este signo es Apolo y que Géminis rige los brazos.

## Duración del signo

### En la astrología tropical
En la astrología tropical, basada en la división en doce partes iguales de 30 grados de la eclíptica, se considera que alguien es del signo Géminis cuando nace entre el 21 de mayo y el 21 de junio. Estas fechas varían en función al huso horario del lugar de nacimiento y la fecha del inicio del año astrológico de cada año, dado por el momento del equinoccio de marzo o punto Aries. Debido a lo anterior, algunos años las fechas que definen el periodo que corresponde a Géminis pueden variar y ser:
- del 20 de mayo al 21 de junio[10]
- del 22 de mayo al 21 de junio[1]
- del 20 de mayo al 20 de junio[11]
- del 21 de mayo al 21 de junio[12]

En el año 2025, el signo de Géminis inició el 20 de mayo a las 18:54 h en UTC+0. Esta fecha de inicio se mantiene para las personas que residen en territorios cuyas zonas horarias van de UTC-12 a UTC+5, y para las personas en UTC+6 a UTC+12 Géminis inició el 21 de mayo.

### En la astrología sideral
En la astrología sideral, basada en el tránsito del Sol sobre las constelaciones, se considera que alguien es de signo Géminis cuando nace aproximadamente entre el 15 de junio y el 14 de julio.

## Mitología
En la mitología griega, Géminis está asociado con el mito de Cástor y Pólux. Según el escritor y general romano Germánico, quien hizo en el siglo I d. C. una traducción libre de los Fenómenos de Arato, Pólux era el hijo de Zeus, quien sedujo a Leda, mientras que Cástor era el hijo de Tindáreo, el rey de Esparta y el marido de Leda. Al haber sido asesinado Cástor por Linceo, cuentan las fábulas que el inmortal Pólux pidió a su padre Júpiter (Zeus) que Cástor alcanzara la inmortalidad y, al no haber podido obtenerlo, consiguió finalmente que pudiera compartir la mitad de la suya, por lo que dicen que cada uno vivía en días alternos, según está en Virgilio. Se cree que éstos solían ser transportados por caballos blancos. por lo que escribió así Píndaro: «Y felices ocuparon Amiclas, atacando desde el Pindo, muy gloriosos vecinos de los Tindáridas, que son llevados por blancos caballos».
El catasterismo de los Gemelos tiene hasta seis variantes:
- La primera versión dice que estos son los Dioscuros, Cástor y Pólux, hijos de Zeus y Leda. Tras criarse en el país de Laconia alcanzaron notoriedad y aventajaron a todos en amor fraterno, pues no se pelearon ni por mandar ni por ningún otro motivo, sino que lo hacían todo a la vez y juntos. Zeus, como quería dejar un recuerdo de su camaradería, les dio el nombre de Gemelos y los instaló a los dos en el mismo lugar entre los astros.[18]
- La segunda versión nos dice que era los dioses de Samotracia, los Cabiros, que se asemejaban a los Dioscuros como espíritus que prestaban ayuda a los marinos en apuros, y a veces eran identificados con los Dioscuros.[19]
- La tercera versión dice que los gemelos eran Zeto y Anfión, nacidos de Zeus y Antíope, que también estaban muy unidos entre sí y fundaron los muros de la ciudad de Tebas.[19]
- La cuarta versión dice que en realidad se trataban de Heracles y Teseo, dos héroes matadores de monstruos y malhechores, de naturaleza comparable y que realizaron hazañas que beneficiaron a los demás.[19]
- La quinta versión se refiere a Triptólemo y Yasión, dos figuras asociadas a Deméter, quien probablemente fue la responsable de colocarlos entre las estrellas.[19]
- La sexta y última versión dice que son Heracles y Apolo, la identificación favorita en los textos de astrología y que pelearon juntos por el trípode de Delfos.[19]

## En la cultura popular
"Sage the Gemini", nacido como Dominic Wynn Woods, tomó su nombre artístico de su signo zodiacal (Géminis) y del color de sus ojos.
La NASA nombró Programa Gemini a una de sus cápsulas espaciales por el signo del zodíaco, porque la nave espacial podría transportar a dos astronautas.